# سم پالادیو
سم پالادیو (انگلیسی: Sam Palladio؛ زادهٔ ۲۱ نوامبر ۱۹۸۶) هنرپیشه اهل انگلستان است. وی از سال ۲۰۱۰ میلادی تاکنون مشغول فعالیت بوده‌است.
از فیلم‌ها یا برنامه‌های تلویزیونی که وی در آن نقش داشته‌است می‌توان به نشویل، اپیزودها، رانر رانر، و جابه‌جایی شاهدخت اشاره کرد.